# Barbara Hershey
Barbara Lynn Herzstein (được biết tới nhiều hơn với tên Barbara Hershey, sinh ngày 5 tháng 2 năm 1948) là nữ diễn viên người Mỹ. Bà bắt đầu đi diễn từ năm 1965, ở độ tuổi 17, tuy nhiên đến những năm 1980 bà mới bắt đầu nổi tiếng. Vào thời điểm đó, tờ "Chicago Tribune" từng gọi bà là "một trong những nữ diễn viên xuất sắc nhất nước Mỹ".
Hershey đã giành được một giải Emmy và một giải Quả cầu vàng ở hạng mục "Nữ chính xuất sắc trong phim truyền hình" cho vai diễn trong "A Killing in a Small Town" (1990). Bà cũng từng được đề cử giải Quả cầu vàng cho Nữ phụ xuất sắc nhất trong các phim "The Last Temptation of Christ" (1988) và "The Portrait of a Lady" (1996). Cũng với The Portrait of a Lady, bà được một đề cử giải Oscar cho Nữ phụ xuất sắc nhất và thắng một giải Los Angeles Film Critics (Hội đồng phê bình phim Los Angeles) ở hạng mục Nữ phụ xuất sắc nhất.
Bà cũng giành được hai giải Nữ chính xuất sắc nhất tại Liên hoan phim Cannes cho các vai diễn trong "Shy People" (1987) và "A World Apart" (1988).

## Thời thơ ấu
Barbara Herzstein sinh ra tại Hollywood, California, cha bà là Arnold Nathan Herzstein, một bình luận viên môn đua ngựa, mẹ bà là Melrose Herzstein (họ gốc: Moore). Ông bà nội là người Do Thái di cư từ Hungary và Nga.
Là con út trong gia đình có 3 anh chị em, Barbara cho biết bà luôn có mong muốn trở thành diễn viên, cha mẹ bà đặt biệt danh cho bà là "Sarah Bernhardt", theo tên của một nghệ sĩ người Pháp.

## Danh sách phim

### Truyền hình
| Năm       | Tên                                    | Vai                        | Ghi chú                                                   |
| --------- | -------------------------------------- | -------------------------- | --------------------------------------------------------- |
| 1965–1966 | Gidget                                 | Ellen                      | 2 tập                                                     |
| 1966      | Gidget                                 | Karen                      | Tập: "Love and the Single Gidget"                         |
| 1966      | The Farmer's Daughter                  | Lucy                       | 2 tập                                                     |
| 1966      | Bob Hope Presents the Chrysler Theatre | Casey Holloway             | Tập: "Holloway's Daughters"                               |
| 1966–1967 | The Monroes                            | Kathy Monroe               | Vai chính                                                 |
| 1967      | Daniel Boone                           | Dinah Hubbard              | Tập: "The King's Shilling"                                |
| 1968      | Run for Your Life                      | Saro-Jane                  | Tập: "Saro-Jane, You Never Whispered Again"               |
| 1968      | The Invaders                           | Beth Ferguson              | Tập: "The Miracle"                                        |
| 1968      | The High Chaparral                     | Moonfire                   | Tập: "The Peacemaker"                                     |
| 1970      | Insight                                | Judy                       | Tập: "The Whole Damn Human Race and One More"             |
| 1973      | Love Story                             | Farrell Edwards            | Tập: "The Roller Coaster Stops Here"                      |
| 1974      | Kung Fu                                | Nan Chi                    | 2 tập                                                     |
| 1980      | From Here to Eternity                  | Karen Holmes               | Tập: "Pearl Harbor"                                       |
| 1982      | American Playhouse                     | Lenore                     | Tập: "Weekend"                                            |
| 1983      | Faerie Tale Theatre                    | The Maid                   | Tập: "The Nightingale"                                    |
| 1985      | Alfred Hitchcock Presents              | Jessie Dean                | Tập: "Wake Me When I'm Dead"                              |
| 1993      | Return to Lonesome Dove                | Clara Allen                | 3 tập                                                     |
| 1999–2000 | Chicago Hope                           | Dr. Francesca Alberghetti  | Vai chính                                                 |
| 2002      | Daniel Deronda                         | Contessa Maria Alcharisi   | Tập: "1.3"                                                |
| 2004–2005 | The Mountain                           | Gennie Carver              | Vai chính                                                 |
| 2010      | Agatha Christie's Poirot               | Caroline Hubbard           | Tập: "Murder on the Orient Express"                       |
| 2012–2016 | Once Upon a Time                       | Cora Mills/Queen of Hearts | Mùa 2: vai phụ, đồng thời xuất hiện trong các mùa 1, 4, 5 |
| 2014      | Once Upon a Time in Wonderland         | Cora Mills/Queen of Hearts | Tập: "Heart of the Matter"                                |
| 2016      | Damien                                 | Ann Rutledge               | Vai chính                                                 |
| 2018      | The X-Files                            | Erika Price                | 3 tập                                                     |
| 2020      | Paradise Lost                          | Byrd Forsythe              | Vai chính                                                 |